# Inondations de novembre 2021 en Colombie-Britannique et dans l'État de Washington
Les inondations de novembre 2021 en Colombie-Britannique et dans l'État de Washington sont une série d'inondations due à un phénomène de « Pineapple Express » touchant la côte ouest du  Canada et certaines parties de l'État voisin de Washington aux États-Unis. Une série de dépressions dans une rivière atmosphérique donnèrent alors des pluies torrentielles.
La catastrophe naturelle a déclenché l'état d'urgence pour la province de la Colombie-Britannique. De nombreuses villes ont été inondées, dont Merritt. La plupart des routes et voies ferrées du Canadien National (CN) et du Canadien Pacifique (CP) traversant les montagnes Rocheuses vers Vancouver, la métropole de la province, furent coupées ce qui perturba les activités du plus grand port du Canada. La vallée du Fraser, densément peuplée et responsable de la majeure partie de la production agricole de la province fut particulièrement touchée. De plus, les routes pour contourner les inondations par le nord de la Colombie-Britannique et par le sud dans l'État de Washington sont limitées par la topographie.
Le 17 décembre, le gouvernement de Colombie-Britannique a annoncé que les Forces Armées canadiennes avaient terminé leur mission car les inondations s'étaient  suffisamment résorbées pour laisser place à la reconstruction. Le Bureau d'assurance du Canada a annoncé que les inondations ont coûté au moins 450 millions $CAN en dégâts assurés, en faisant la catastrophe naturelle la plus coûteuse de l’histoire de la Colombie-Britannique. Le réassureur Aon a émis un communiqué le 17 décembre 2021 affirmant que les dommages économique s'éveraient à plus de 2 milliards $US. Mais selon le rapport annuel du 26 décembre de l'ONG Christian Aid, le bilan s'élèverait à 7,5 milliards $US. Plus de 600 000 animaux de ferme ont péri dans les inondations ainsi que 6 personnes.

## Évolution météorologique

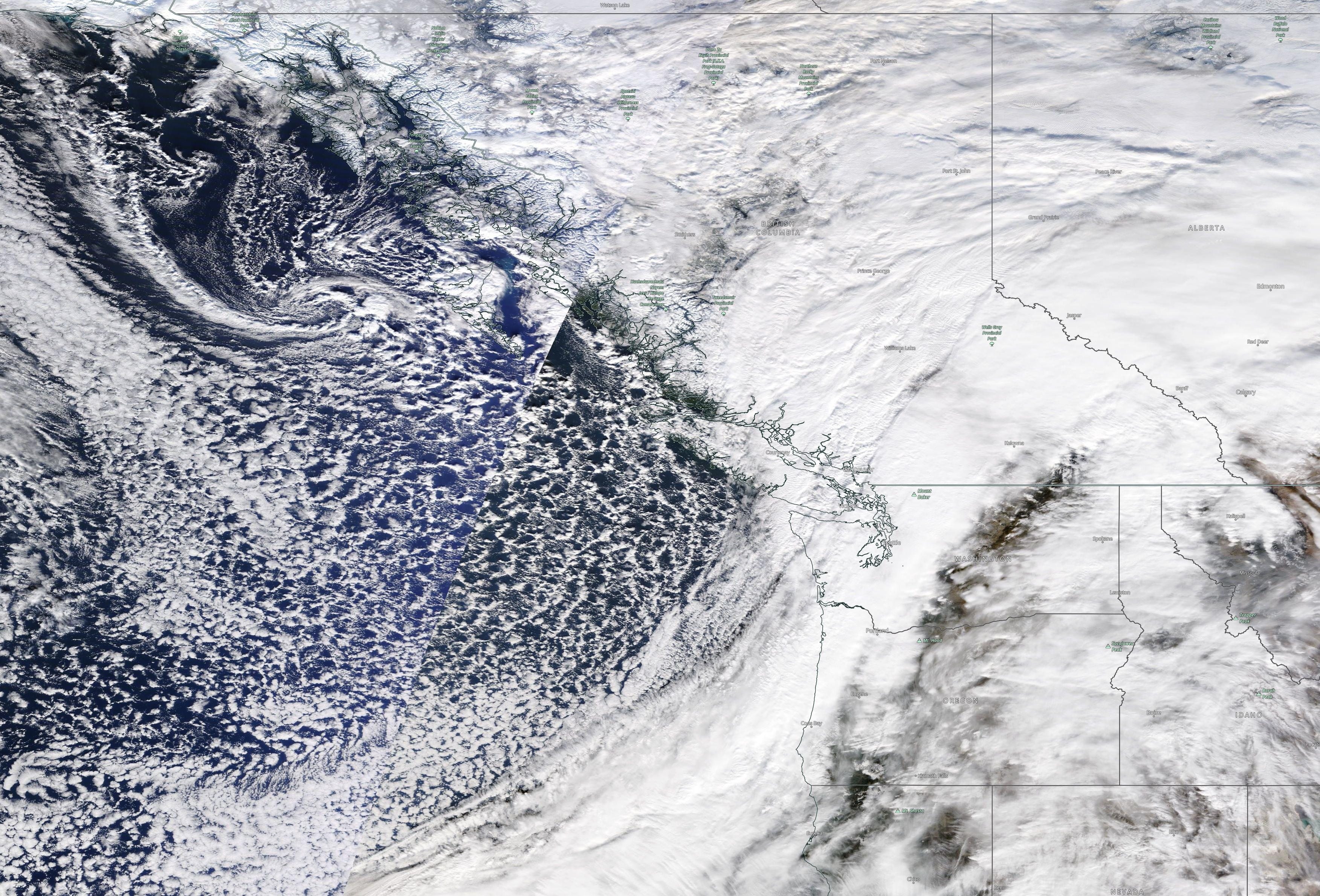
Vue satellitaire de la dépression du 14 au 15 novembre.

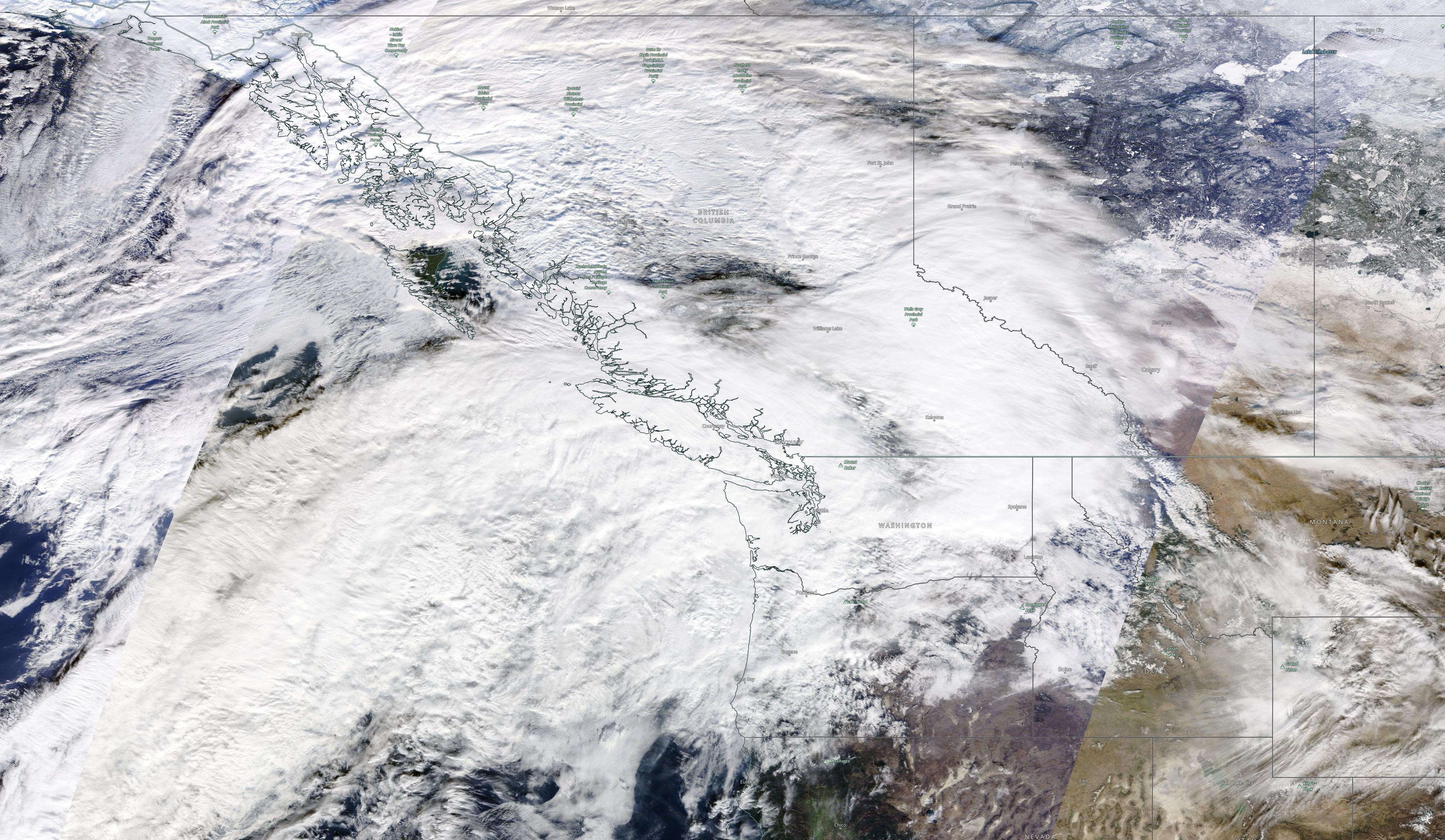
Vue de celle du 27 au 28 novembre.

Au début de novembre, plusieurs systèmes orageux ont contribué à des précipitations record dans le sud-ouest de la Colombie-Britannique et le Nord-Ouest Pacifique des États-Unis. L'un des systèmes a produit une trombe marine près de Vancouver le 6 novembre. Un autre système a nécessité deux avertissements de tornade pour le comté de Kitsap, Washington, le 9 novembre.
Ensuite, la première dépression de « Pineapple Express » dans une rivière atmosphérique s'est formée dans l'océan Pacifique et a atteint la côte le 12 novembre. Deux jours plus tard, une seconde dépression suivit une trajectoire presque identique. Aux États-Unis, le National Weather Service a émis des avertissements d'inondation pour les comtés de Skagit et Whatcom, ainsi que des avertissements de vent violent pour la majeure partie du nord-ouest de l'État de Washington,. Le Service météorologique du Canada a fait de même pour tout le sud de la Colombie-Britannique.
Une autre dans la série de dépressions du même type est arrivée le 25 novembre. Bien que la prévision d'accumulations était moins importante que les précédentes (50 à 80 mm), la pluie est venue aggraver la situation sur les régions sinistrées qui étaient déjà saturées d'eau. Une seconde est passée les 27 et 28 novembre selon Environnement Canada, apportant plus de pluie sur les mêmes régions. Une troisième est passée les 30 novembre et 1er décembre, le Service météorologique du Canada prévoyant des accumulations allant jusqu'à 200 mm sur la côte ouest de l'île de Vancouver et certaines partie de la côte au nord de Vancouver, alors que jusqu'à 100 mm était attendus dans le reste des régions sinistrés en Colombie-Britannique.

## Impact

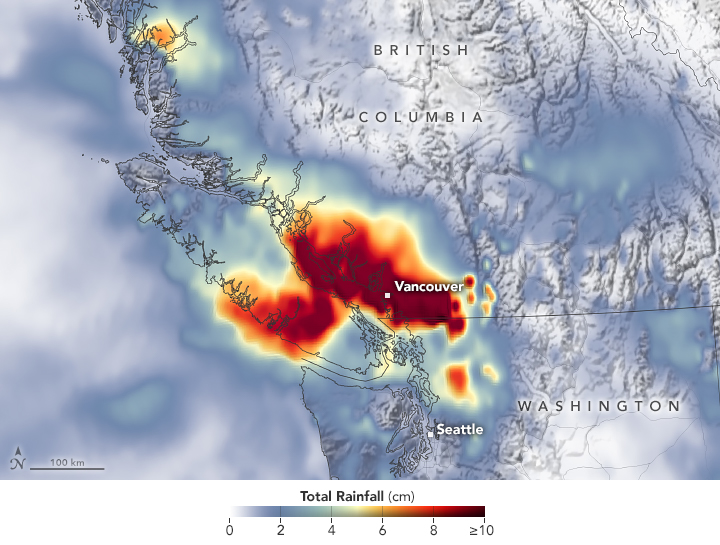
Accumulation de pluie (en cm) le 14 novembre.

Au total, ce sont 20 records de précipitations qui ont été battus à travers la Colombie-Britannique. Hope, Agassiz, Malahat, Lillooet et Abbotsford ont établi de nouveaux records de précipitations quotidiennes le 14 novembre, tandis que Hope et North Vancouver ont dépassé leurs moyennes de précipitations pour tout le mois de novembre en l'espace de deux jours. Ainsi à Hope, il est tombé 277,5 mm du 14 au 15 novembre. Avec d'autres épisodes de pluie à partir du 25 novembre, il est tombé un total de 730 mm en novembre dans cette même ville, alors que la moyenne est de 200 à 300 mm,. De son côté, la ville d'Abbotsford a reçu 540,7 mm durant le mois.
Dans l'État de Washington, à Bellingham qui reçoit normalement une moyenne mensuelle de 67 mm de pluie en novembre, il est tombé de nouvelles accumulations quotidiennes record de 71 mm, du 14 au 15 novembre, et de 150 mm sur 3 jours consécutifs,.
Les fermetures combinées de sections des plusieurs routes de la Colombie-Britannique (route 1 qui est partie de la route transcanadienne, route 3, route 7, route 99 et une partie de la route 5) ont eu pour effet de couper la circulation routière entre la grande région de Vancouver et le reste du Canada. L'Agence des services frontaliers du Canada a dû lever certaines restrictions frontalières liées à la pandémie de Covid-19 afin que les Canadiens puissent voyager entre la région métropolitaine de Vancouver et le reste du Canada via les États-Unis.
Les voies ferrées du CN et du CP ont été coupées à plusieurs endroits entre Kamloops et Vancouver dès le 16 novembre. Le service passagers de Via Rail Canada, qui utilise les voies du CN, a été annulé, aucun train ne circulant à l'ouest de Winnipeg au Manitoba. Ce n'est que le 6 décembre que le CN a annoncé avoir repris un service limité, permettant un retour au trafic pan-canadien par rail.
Selon BC Hydro, au moins 60 000 clients se sont retrouvés sans électricité dans la nuit du 15 novembre à travers la Colombie-Britannique.
Le 10 décembre, le Bureau d'assurance du Canada a annoncé que les inondations ont coûté au moins 450 millions $CAN en dégâts assurés, en faisant la catastrophe naturelle la plus coûteuse de l’histoire de la Colombie-Britannique. Ce montant n'incluait cependant pas les dégâts aux infrastructures et à d'autres biens non assurés. En particulier, dans la prairie de Sumas de la région d'Abbotsford, plus de 600 000 animaux de ferme ont péri dans les inondations. D'autre part, le réassureur Aon a émis un communiqué le 17 décembre 2021 affirmant que les dommages économique s'éveraient à plus de 2 milliards $US. Finalement, selon le rapport annuel du 26 décembre de l'ONG Christian Aid, le bilan s'élèverait à 7,5 milliards $US.

### District régional de Squamish-Lillooet
Le 15 novembre, de multiples coulées de boue se sont produites et ont emporté plusieurs sections du chemin Duffey Lake (suite du Sea to sky highway), situé à 42 kilomètres au sud de Lillooet, ce qui a amené à sa fermeture du mont Curie à Lillooet. Plusieurs voitures ont été prises dans le champ de débris, une personne a été retrouvée morte et quatre personnes ont été portées disparues initialement. Cinq jours plus tard, la route a été rouverte à une circulation restreinte alors que les efforts de recherche et de sauvetage ont conduit à la récupération de trois autres corps. Le 20 novembre, l'autoroute 99 (Sea to sky highway) a été rouvert au trafic essentiel pendant que les équipes continuaient à nettoyer les débris.

### Intérieur de la Colombie-Britannique
Des sections de la route 1 et de la route Coquihalla près de Hope ont été emportées, ainsi qu'une ligne de chemin de fer parallèle. Sur la route de Coquihalla près de Hope, une section entière à deux voies a été emportée par la rivière Coquihalla qui débordait. Le 15 novembre, la route 3 et la route 99 ont également été fermées en raison d'inondations et de coulées de boue. Le 18 novembre, le gouvernement de la Colombie-Britannique a estimé que les réparations de la route Coquihalla entre Hope et Merritt prendraient des mois et que des ponts Bailey temporaires seraient déployés. Un emportement des rails a causé le déraillement d'un train de marchandises exploité par le Canadien National à 25 kilomètres au nord de Hope, heureusement aucune blessure n'a été signalée.
Le 15 novembre, les 7 000 habitants de Merritt ont été évacués après l'inondation et la défaillance de la station d'épuration de la ville après que la rivière Coldwater eut débordé,. Les évacués ont reçu l'ordre d'aller à Kamloops ou à Kelowna.
Le même jour, la communauté de Princeton, a déclaré l'état d'urgence local après que les rivières Tulameen et Similkameen ont causé des inondations localisées,. Le service de gaz naturel a été interrompu jusqu'au 19 novembre, lorsque les équipes de gaz ont commencé à installer de nouvelles conduites et à réparer d'anciennes. L'autoroute 3 a été rouverte le même jour à la circulation essentielle afin de minimiser l'impact sur les travaux de réparation et de construction en cours.
Le transporteur à bas prix Swoop a annoncé qu'il mettrait en place des vols entre l'aéroport d'Abbotsford et l'aéroport international de Kelowna pour aider aux efforts de réparation. Ces vols sont disponibles du 22 novembre au 15 décembre 2021.
Les 27 et 28 novembre, la route 1 traversant le canyon du Fraser, la route 3 entre Hope et Princeton, et la route 99 entre Pemberton et Lillooet ont été fermées par des inondations locales dues aux nouvelles pluies. Des avertissements d’inondations ont aussi été émis pour les villes de Tulameen River, Similkameen River, Coldwater River et Nicola River. Une alerte d’évacuation a aussi été publiée pour 18 résidences dans la région de Pemberton Meadows et pour 49 autres dans le district de Thompson-Nicola à l’extérieur de Merritt. Le lendemain, la ville de Hope a déclaré l’état d’urgence et a procédé à des évacuations.
Le 17 décembre, le maire de Princeton a déclaré qu'environ 300 personnes de la région étaient toujours touchées par un ordre d'évacuation et qu'environ un tiers d'entre elles auront besoin d'un hébergement pour l'hiver. La route Coquihalla devait rouvrir le 20 décembre pour les véhicules commerciaux et les autobus interurbains. Les jours suivants, ce sont les routes 3 et 99 qui firent de même pour les voyages non essentiels.

### Vallée du bas Fraser
La prairie de Sumas, une zone agricole créée au début des années 1920 en drainant le lac Sumas dans le bas de la vallée du Fraser, a été inondée le 16 novembre par le débordement des rivières Sumas et Nooksack, forçant l'évacuation de 1 100 maisons à Abbotsford,,. La région a été placée sous alerte d'inondation catastrophique ce soir-là, avec une perte substantielle de bétail, y compris des bovins et des poulets, prévue. L'évacuation a incité la ville d'Abbotsford à ouvrir un centre d'évacuation d'urgence situé au Abbotsford Recreation Centre.
Le 18 novembre, il restait une brèche de 100 m de long dans les digues de la rivière Sumas près de l'intersection du chemin no 4 et du chemin McDermott à Abbotsford. Afin d'arrêter les inondations dans la prairie de Sumas et de permettre la réparation des sections touchées de la digue, le plan initial prévoyait que des équipes contractuelles et l'armée canadienne construisent une digue temporaire de 2,5 km le long de la route 1 près de la route no 4. Cette construction de digues aurait entraîné l'expropriation de 6 à 12 logements dans le secteur. Cependant, le lendemain, une évaluation du niveau du fleuve Fraser a été effectuée et on a découvert qu'il suffisamment baissé pour que la construction de digues et l'expropriation des maisons ne soient plus nécessaires. Au lieu de cela, les équipes se mirent directement à réparer les brèches de la digue sans affecter les maisons.
De l'autre côté du fleuve, près d'Agassiz, la route 7 a été fermée en raison de plusieurs coulées de boue qui ont piégé plus de 300 personnes. Les victimes ont été transportées en lieu sûr par 3 hélicoptères de recherche et de sauvetage de la base des Forces canadiennes Comox après avoir passé plus de deux nuits coincées à l'intérieur de véhicules,. Harbour Air a offert des vols spéciaux de Harrison Lake au centre-ville de Vancouver pour les résidents évacués qui ne pouvaient pas utiliser l'autoroute 7. Via Rail et le Canadien National ont pu rouler un train d'évacuation de Hope à la gare de Vancouver Pacific Central à Vancouver. Une section de l'autoroute 7 entre Agassiz et Hope a rouvert pour une circulation limitée en direction ouest le 17 novembre.
Les principaux moyens de transport en commun de la région ont été touchés par les détours et les fermetures d'artères principales. Dans la vallée centrale du Fraser, la compagnie 66 Fraser Valley Express, qui relie Langley à Chilliwack via la route 1, a été raccourci pour circuler seulement Langley et Abbotsford en raison de l'inondation de la route. Le 1er décembre, le service de train de banlieue West Coast Express a été suspendu entre Mission et Maple Ridge en raison d'une coulée de boue sur les voies du CP, un service de bus de remplacement a été mis en place pour desservir les gares concernées.
À la suite de nouvelles pluies, un ordre d'évation a été émis pour une nouvelle zone au sud d'Abbotsford le 28 novembre, soit 90 maisons de Huntingdon Village, et le maire a déclaré que la ville pourrait pas faire face à un autre débordement du fleuve Nooksack dans la prairie de Sumas,. Des militaires, des pompiers et des bénévoles ont créé un barrage afin de contenir aussi les eaux de la rivière Sumas. Champs, entreprises et logements inondés, animaux noyés dans les fermes d'élevage, les intempéries ont touché la presque totalité des 150 000 résidents d'Abbotsford.

### Métro Vancouver

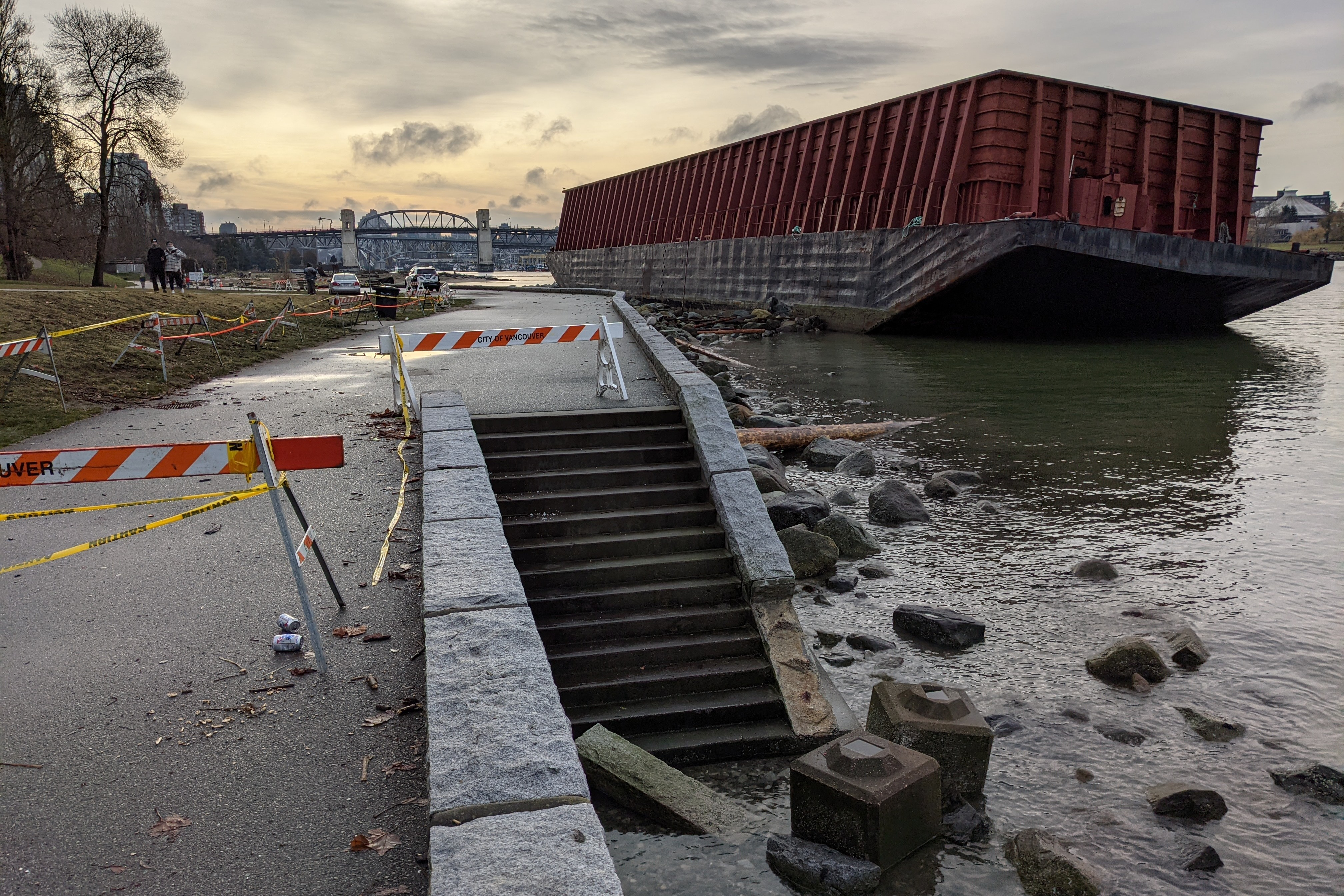
Barge échouée à Vancouver.

Dans la ville de Vancouver, le pont Burrard a fermé le 15 novembre après qu'une barge non amarrée a menacé d'entrer en collision. Le pont a été rouvert le lendemain matin après que la barge s'est échouée le long de la digue portuaire. La circulation à Richmond a été fortement touchée par des inondations localisées telles que sur la route 99 près de la route de New Westminster, ou la route Blundell,.
Malgré des vents forts, l'aéroport international de Vancouver n'a signalé que des retards mineurs.

### Île de Vancouver
Les principaux axes de transport ont été gravement touchés sur l'île de Vancouver à partir du 15 novembre. La route 1 de la Colombie-Britannique, le seul lien routier pratique passant par le sommet de Malahat, a été fermée dès le matin en raison de glissements de terrain et de coupure de la route. Ceci coupait l'accès routier de la capitale provinciale Victoria, à la pointe sud de l'île.
Le 16 novembre, la route 1 a été rouverte à la circulation alternée à une seule voie pendant la journée et fermée chaque nuit pour faciliter les réparations. Pendant ce temps, BC Ferries a ajouté des traversées supplémentaires pour la route de petite capacité à travers le détroit de Saanich, y compris les traversées en cours tout au long de la nuit du 15 novembre. Un seul service de traversier de fret aller-retour a également été offert le long de la côte est de l'île, entre Nanaimo et Swartz Bay, le 18 novembre,.
Dans les jours qui ont suivi, la région de Victoria a connu des pénuries d'essence à cause des restrictions de transport. Le 18 novembre, la fermeture nocturne de la route 1 a été supprimée et le lendemain, trois jours avant la date prévue, la route 1 a été rouverte à la circulation à voie unique dans les deux sens. Deux jours plus tard, la réparation temporaire a été élargie pour permettre la circulation à deux voies. La restauration complète de la route devrait prendre un certain temps.

### État de Washington

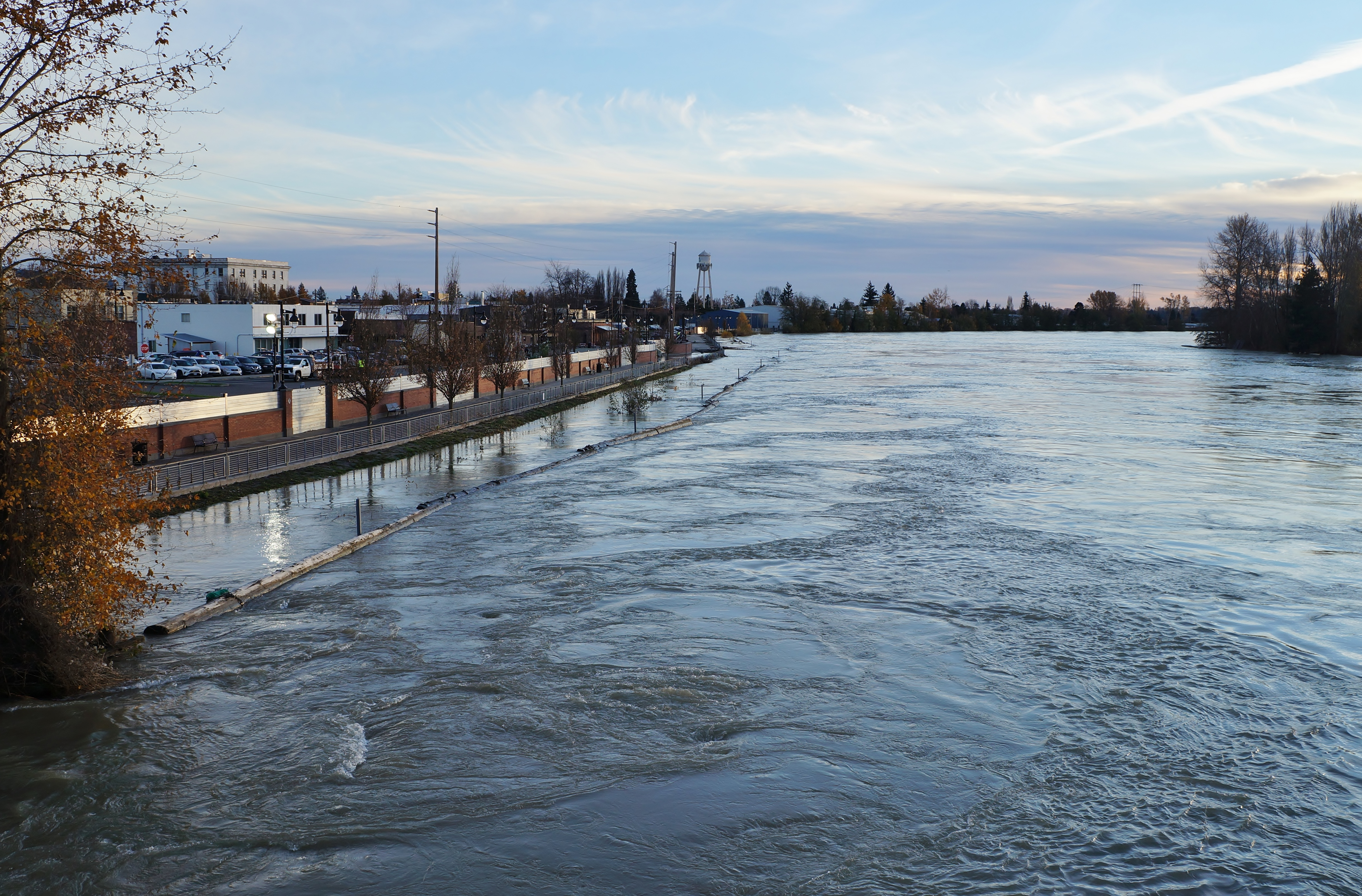
Le fleuve Skagit dépassant le niveau d'inondation à Mount Vernon (Washington) le 17 novembre.

Dans l'État de Washington, plus de 158 000 personnes ont été touchées par des pannes de courant et des interruptions d'autres services. Une section de l'Interstate 5 a été fermée près du lac Samish au sud de Bellingham après avoir été recouverte par une coulée de boue. L'autoroute a rouvert le 17 novembre après que le glissement de terrain ait été dégagé.

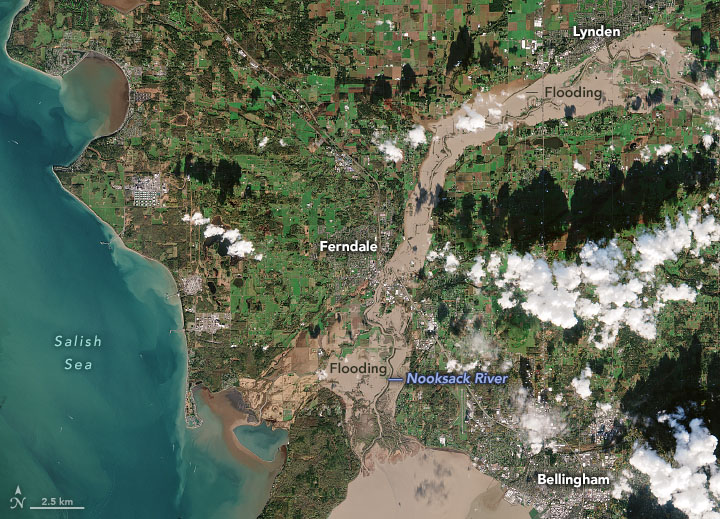
Zone inondée (brun) de la vallée du fleuve Nooksack.

Les inondations du bassin du fleuve Nooksack dans le comté de Whatcom, de Lynden jusqu'à l'embouchure du fleuve dans la baie de Bellingham, ont forcé l'évacuation de centaines de résidents et entreprises, envahi les terres agricoles et mené à la fermeture des écoles,. Un ordre d'évacuation dans certaines parties de Ferndale près du Nooksack a aussi été émis et le trafic routier entrant et sortant de la nation Lummi fut interrompu,.
Dans la ville de Sumas, juste au sud de la frontière canadienne près d'Abbotsford, on estime que 85 % des maisons ont été endommagées par les inondations. Un train de marchandises de 12 wagons du Burlington Northern and Santa Fe Railway (BNSF) a déraillé près de Sumas le 15 novembre au plus fort de l'inondation.
Les comtés de Skagit et Clallam ont également connu d'importantes inondations. Le fleuve Skagit a culminé à 11,27 m, près d'un record de 11,4 m établi en 1990, mais a été retenue à Mount Vernon (Washington) par une barrière contre les inondations installée au centre-ville en 2016.
La ville de Hamilton a été évacué vers des abris exploités par la Croix-Rouge le 15 novembre. Dans le comté de Clallam, la réserve de Makah et la baie de Clallam ont été coupées par une série de glissements de terrain qui ont bloqué des sections de la route d'État 112 et de la route nationale 101.
Les inondations ont endommagé le pont suspendu qui donne accès au bosquet des patriarches dans le parc national du mont Rainier, forçant le parc à fermer le bosquet jusqu'à ce que le pont puisse être réparé ou remplacé.

### Perturbation à l'économie canadienne
En raison des multiples fermetures de routes et de chemins de fer, les matières premières et fournitures arrivant et partant au port de Vancouver sont perturbées. En particulier les exportations de céréales (75 % de l'exportation canadienne dans ce domaine), d'engrais, de charbon et de potasse,. L'interruption de l'expédition de marchandises à destination et en provenance du port de Vancouver a également eu des répercussions sur des entreprises aussi loin que Winnipeg.
Au 19 novembre, 40 navires attendaient près du port pour décharger leur cargaison. Heureusement, le port de Prince Rupert restait pleinement opérationnel pour prendre un peu la relève. Un autre problème exacerbé par les inondations était que les compagnies maritimes commençaient à retourner en Asie leurs conteneurs vides, en raison d'un manque d'espace terrestre pour les stocker temporairement, entraînant des retards supplémentaires pour les exportateurs canadiens.
L'inquiétude du public concernant ces perturbations importantes de la chaîne d'approvisionnement a conduit à des achats de panique dans les régions sinistrés et l'Okanagan.

## Réactions politiques
Lors d'une conférence de presse le 16 novembre, le ministre des Transports et de l'Infrastructure de la Colombie-Britannique, Rob Fleming, a qualifié la tempête de « sans précédent » et que l'événement météorologique était « la pire tempête météorologique du siècle ».
Un groupe représentant les Premières Nations a demandé au gouvernement provincial de la Colombie-Britannique de promulguer un état d'urgence provincial pour l'événement météorologique afin de permettre un accès plus facile aux personnes touchées. Plus tard dans la journée, le premier ministre de la Colombie-Britannique, John Horgan, a annoncé qu'un état d'urgence provincial serait mis en place et que des restrictions de voyage entreraient en vigueur afin de protéger la chaîne d'approvisionnement déjà paralysée.
Des restrictions supplémentaires dans le sud-ouest de la Colombie-Britannique concernant le rationnement de l'essence sont entrées en vigueur le 19 novembre en raison des achats de panique généralisés dans la région métropolitaine de Vancouver. La restriction, qui devrait rester en vigueur au moins jusqu'au 1er décembre, limitait les clients à un maximum de 30 litres d'essence par visite,.
Le gouverneur de Washington Jay Inslee a décrété l'état d'urgence le 15 novembre couvrant 14 comtés de l'ouest de Washington. Il a demandé aux comtés touchés de procéder à une évaluation des dommages dans le cadre de sa demande d'aide aux sinistrés du gouvernement fédéral américain.
Le 29 novembre, le gouvernement de Colombie-Britannique a prolongé l'état d'urgence jusqu'au 14 décembre alors qu'une autre série de dépressions passent sur la même région. La province a poursuivi l'imposition d'une limite d’achat de 30 litres par visite aux automobilistes dans les zones sinistrées.

## Facteurs aggravants
Les scientifiques sont d’avis que les coupes à blanc et les feux de forêts des dernières années ont joué un rôle dans les inondations dans l’intérieur de la Colombie-Britannique. La coupe à blanc a tendance à faire augmenter le niveau de la nappe phréatique et la perte des arbres par les deux phénomènes conduit à un plus grand ruissellement. Une étude par l'université de la Colombie-Britannique constate que la suppression de seulement 11 % des arbres d’un bassin versant double la fréquence des inondations et en augmente l’ampleur de 9 à 14 %.

## Aide
En réponse aux dommages et pertes généralisés causés par les inondations et les coulées de boue, l'organisame « GoFundMe » a mis en place le 17 novembre une plateforme centralisée de collecte de fonds pour les victimes des inondations en Colombie-Britannique.
Le 18 novembre, le gouvernement provincial de la Colombie-Britannique a lancé un programme d'aide en cas de catastrophe et cinq jours plus tard, il a annoncé que des transferts monétaires directs aux personnes évacuées admissibles seraient ajoutés au programme,. Le même jour, une coalition d'organisations locales à Abbotsford a établi un fonds de secours pour aider les entreprises locales touchées par ces événements.
Le 19 novembre, une coalition de plus de 30 entreprises privées, principalement de la région métropolitaine de Vancouver et dirigée par Hootsuite, s'est associé à la Croix-Rouge de la Colombie-Britannique et du Yukon pour soutenir les efforts de secours,. En même temps, certaines sociétés cotées en bourse ont fait des dons à diverses organisations caritatives directement impliquées dans les efforts de secours en cas de catastrophe,.
Dans l'État de Washington, diverses organisations caritatives soutenues par des entreprises donatrices ont également vu le jour pour aider aux efforts de secours en cas de catastrophe.
Le 14 décembre, lors de sa mise à jour du budget fédéral canadien, la ministre Chrystia Freeland a annoncé que 5 milliards $CAN seraient alloués à la Colombie-Britannique pour se remettre des inondations alors que l’évaluation totale des coûts est toujours en cours.
Le 17 décembre, le ministre de la Sécurité publique de la Colombie-Britannique a annoncé dans un communiqué que le déploiement militaire se terminait après un mois. Les 748 soldats et 9 avions militaires affectés à l'aide aux inondations repartiraient dans leurs camps alors que le niveau de l'eau étaient presque à la normale.

### Intervention de l'armée canadienne
Le 17 novembre, 120 premiers soldats des Forces armées canadiennes de la BFC Edmonton ont été déployés pour aider en Colombie-Britannique,. Au cours des quatre jours suivants, un total d'au moins 500 soldats ont été déployés dans la province, dont 30 membres du personnel aérien de la BFC Valcartier déployés à Abbotsford et au moins 200 soldats au sol avec 27 véhicules lourds de la BFC Edmonton à Vernon,,,,,.
Le 17 décembre, les 748 soldats et 9 avions militaires affectés à l'aide aux inondations repartaient vers leurs camps alors que le niveau de l'eau étaient presque à la normale. Ils avaient rempli et mis en place de sacs de sable, construit un barrage et fait la livraison de plus de 31 000 kg de nourriture, de vaccins et d'autres fournitures à Kamloops, Chilliwack, Kelowna, Vernon et Merritt. Le rétablissement furent transéférés aux entrepreneurs, des organisations non gouvernementales et au service de gestion des feux de forêt de la région